# Oscar de melhor canção original
O Oscar de melhor canção original é um prêmio atribuído anualmente pela Academia de Artes e Ciências Cinematográficas dos Estados Unidos da América.
A categoria de melhor canção original foi introduzida na sétima cerimônia de entrega dos prêmios, que honrou as melhores produções cinematográficas do ano de 1934. As indicações são feitas por compositores e letristas que são membros da Academia, e os vencedores são escolhidos por todos os membros.

## A categoria
Quem recebe o prêmio são os compositores de uma canção escrita especificamente para um filme. Logo, é o compositor e o letrista que recebem a indicação ou o prémio e não o intérprete; a não ser que estes últimos tenham contribuido no processo de composição da música, da letra, ou de ambas as partes da canção indicada. Vale notar também que as regras da Academia permitem que no máximo três compositores sejam indicados. Na septuagésima nona cerimônia de premiação, por exemplo, Beyoncé Knowles não foi indicada por seu trabalho na composição de "Listen", canção escrita com outros três músicos.

## O requisito "original"
Somente canções originais e escritas especificamente para um filme são elegíveis à premiação. Canções que foram publicadas antes da produção de um filme e inicialmente sem nenhuma relação direta com tal filme, como por exemplo Unchained Melody no filme Ghost e I Will Always Love You no filme de 1992, The Bodyguard, não são qualificadas para concorrer a premiação do Oscar. Em adição, canções que dependem de motivos, ou materiais, extraídos de músicas já preexistentes, tal como Gangsta's Paradise no filme de 1995, Dangerous Minds e Keep Holding on no filme de 2006, Eragon também são inelegíveis.
Quando um filme for adaptado de um musical dramático (musical da Broadway, por exemplo) lançado previamente ao filme, todas as canções adaptadas da versão do teatro musical serão inelegíveis. Assim sendo, a maioria das produções cinematográficas mais recentes que foram adaptadas de peças teatrais musicais incluíram canções originais para que o filme pudesse ser nomeado ao prêmio da Academy, como You Must Love Me no filme de 1996, Evita e Listen, Love you I do e Patience no filme de 2006, Dreamgirls.

## Vencedores e indicados

### Década de 1930
- 1935: "The Continental" – The Gay Divorcee • música: Con Conrad • letras: Herb Magidson
  - "Carioca" – Flying Down to Rio • música: Vincent Youmans • letras: Edward Eliscu e Gus Kahn
  - "Love in Bloom" – She Loves Me Not • música: Ralph Rainger • letras: Leo Robin
- 1936: "Lullaby of Broadway" – Gold Diggers of 1935 • música: Harry Warren • letras: Al Dubin
  - "Lovely to Look at" – Roberta • música: Jerome Kern • letras: Dorothy Fields e Jimmy McHugh
  - "Cheek to Cheek" – Top Hat • música e letras: Irving Berlin
- 1937: "The Way You Look Tonight" – Swing Time • música: Jerome Kern • letras: Dorothy Fields
  - "I've Got You Under My Skin" – Born to Dance • música e letras: Cole Porter
  - "Pennies from Heaven" – Pennies from Heaven • música: Arthur Johnston • letras: Johnny Burke
  - "When Did You Leave Heaven" – Sing, Baby, Sing • música: Richard A. Whiting • letras: Walter Bullock
  - "Did I Remember" – Suzy • música: Walter Donaldson • letras: Harold Adamson
  - "A Melody from the Sky" – The Trail of the Lonesome Pine • música: Louis Alter • letras: Sidney D. Mitchell
- 1938: "Sweet Leilani" – Waikiki Wedding • música e letras: Harry Owens
  - "Whispers in the Dark" – Artists and Models • música: Friedrich Hollaender • letras: Leo Robin
  - "Remember Me" – Mr. Dodd Takes the Air • música: Harry Warren • letras: Al Dubin
  - "They Can't Take That Away from Me" – Shall We Dance • música: George Gershwin (indicação póstuma) • letras: Ira Gershwin
  - "That Old Feeling" – Vogues of 1938 • música: Sammy Fain • letras: Lew Brown
- 1939: "Thanks for the Memory" – The Big Broadcast of 1938 • música: Ralph Rainger • letras: Leo Robin
  - "Always and Always" – Mannequin • música: Edward Ward • letras: George Forrest e Robert Wright
  - "Change Partners" – Carefree • música e letras: Irving Berlin
  - "The Cowboy and the Lady" – The Cowboy and the Lady • música: Lionel Newman • letras: Arthur Quenzer
  - "Dust" – Under Western Stars • música e letras: Johnny Marvin
  - "Jeepers Creepers" – Going Places • música: Harry Warren • letras: Johnny Mercer
  - "Merrily We Live" – Merrily We Live • música: Phil Craig • letras: Arthur Quenzer
  - "A Mist over the Moon" – The Lady Objects • música: Ben Oakland • letras: Oscar Hammerstein II
  - "My Own" – That Certain Age • música: Jimmy McHugh • letras: Harold Adamson
  - "Now It Can Be Told" – Alexander's Ragtime Band • música e letras: Irving Berlin

### Década de 1940
- 1940: "Over the Rainbow" – The Wizard of Oz • música: Harold Arlen • letras: Yip Harburg
  - "Faithful Forever" – Gulliver's Travels • música: Ralph Rainger • letras: Leo Robin
  - "I Poured My Heart into a Song" – Second Fiddle • música e letras: Irving Berlin
  - "Wishing" – Love Affair • música e letras: Buddy DeSylva
- 1941: "When You Wish upon a Star" – Pinocchio • música: Leigh Harline • letras: Ned Washington
  - "Down Argentine Way" – Down Argentine Way • música: Harry Warren • letras: Mack Gordon
  - "I'd Know You Anywhere" – You'll Find Out • música: Jimmy McHugh • letras: Johnny Mercer
  - "It's a Blue World" – Music in My Heart • música e letras: George Forrest e Robert Wright
  - "Love of My Life" – Second Chorus • música: Artie Shaw • letras: Johnny Mercer
  - "Only Forever" – Rhythm on the River • música: James V. Monaco • letras: Johnny Burke
  - "Our Love Affair" – Strike Up the Band • música e letras: Roger Edens e Georgie Stoll
  - "Waltzing in the Clouds" – Spring Parade • música: Robert Stolz • letras: Gus Kahn
  - "Who Am I?" – Hit Parade of 1941 • música: Jule Styne • letras: Walter Bullock
- 1942: "The Last Time I Saw Paris" – Lady Be Good • música: Jerome Kern • letras: Oscar Hammerstein II
  - "Baby Mine" – Dumbo • música: Frank Churchill • letras: Ned Washington
  - "Be Honest With Me" – Ridin' on a Rainbow • música e letras: Gene Autry e Fred Rose
  - "Blues in the Night" – Blues in the Night • música: Harold Arlen • letras: Johnny Mercer
  - "Boogie Woogie Bugle Boy of Company B" – Buck Privates • música: Hugh Prince • letras: Don Raye
  - "Chattanooga Choo Choo" – Sun Valley Serenade • música: Harry Warren • letras: Mack Gordon
  - "Dolores" – Las Vegas Nights • música: Louis Alter • letras: Frank Loesser
  - "Out of the Silence" – All-American Co-Ed • música e letras: Lloyd B. Norlind
  - "Since I Kissed My Baby Goodbye" – You'll Never Get Rich • música e letras: Cole Porter
- 1943: "White Christmas" – Holiday Inn • música e letras: Irving Berlin
  - "Always in My Heart" – Always in My Heart • música: Ernesto Lecuona • letras: Kim Gannon
  - "Dearly Beloved" – You Were Never Lovelier • música: Jerome Kern • letras: Johnny Mercer
  - "How About You?" – Babes on Broadway • música: Burton Lane • letras: Ralph Freed
  - "I've Heard That Song Before" – Youth on Parade • música: Jule Styne • letras: Sammy Cahn
  - "(I've Got a Gal In) Kalamazoo" – Orchestra Wives • música: Harry Warren • letras: Mack Gordon
  - "Love Is a Song" – Bambi • música: Frank Churchill (indicação póstuma) • letras: Larry Morey
  - "Pennies for Peppino" – Flying with Music • música: Edward Ward • letras: George Forrest e Robert Wright
  - "Pig Foot Pete" – Hellzapoppin' • música: Gene de Paul • letras: Don Raye
  - "There's a Breeze on Lake Louise" – The Mayor of 44th Street • música: Harry Revel • letras: Mort Greene
- 1944: "You'll Never Know" – Hello, Frisco, Hello • música: Harry Warren • letras: Mack Gordon
  - "Change of Heart" – Hit Parade of 1943 • música: Jule Styne • letras: Harold Adamson
  - "Happiness Is a Thing Called Joe" – Cabin in the Sky • música: Harold Arlen • letras: Yip Harburg
  - "My Shining Hour" – The Sky's the Limit • música: Harold Arlen • letras: Johnny Mercer
  - "Saludos Amigos" – Saludos Amigos • música: Charles Wolcott • letras: Ned Washington
  - "Say a Prayer for the Boys Over There" – Hers to Hold • música: Jimmy McHugh • letras: Herb Magidson
  - "That Old Black Magic" – Star Spangled Rhythm • música: Harold Arlen • letras: Johnny Mercer
  - "They're Either Too Young or Too Old" – Thank Your Lucky Stars • música: Arthur Schwartz • letras: Frank Loesser
  - "We Mustn't Say Good Bye" – Stage Door Canteen • música: James V. Monaco • letras: Al Dubin
  - "You'd Be So Nice to Come Home To" – Something to Shout About • música e letras: Cole Porter
- 1945: "Swinging on a Star" – Going My Way • música: Jimmy Van Heusen • letras: Johnny Burke
  - "I Couldn't Sleep a Wink Last Night" – Higher and Higher • música: Jimmy McHugh • letras: Harold Adamson
  - "I'll Walk Alone" – Follow the Boys • música: Jule Styne • letras: Sammy Cahn
  - "I'm Making Believe" – Sweet and Low-Down • música: James V. Monaco • letras: Mack Gordon
  - "Long Ago (and Far Away)" – Cover Girl • música: Jerome Kern • letras: Ira Gershwin
  - "Now I Know" – Up in Arms • música: Harold Arlen • letras: Ted Koehler
  - "Remember Me to Carolina" – Minstrel Man • música: Harry Revel • letras: Paul Francis Webster
  - "Rio de Janeiro" – Brazil • música: Ary Barroso • letras: Ned Washington
  - "Silver Shadows and Golden Dreams" – Lady, Let's Dance • música: Lew Pollack • letras: Charles Newman
  - "Sweet Dreams, Sweetheart" - Hollywood Canteen  • música: M. K. Jerome • letra: Ted Koehler
  - "Too Much in Love" – Song of the Open Road • música: Walter Kent • letras: Kim Gannon
  - "The Trolley Song" – Meet Me in St. Louis • música e letras: Ralph Blane e Hugh Martin
- 1946: "It Might as Well Be Spring" – State Fair • música: Richard Rodgers • letras: Oscar Hammerstein II
  - "Ac-Cent-Tchu-Ate the Positive" – Here Come the Waves • música: Harold Arlen • letras: Johnny Mercer
  - "Anywhere" – Tonight and Every Night • música: Jule Styne • letras: Sammy Cahn
  - "Aren't You Glad You're You" – The Bells of St. Mary's • música: Jimmy Van Heusen • letras: Johnny Burke
  - "The Cat and the Canary" – Why Girls Leave Home • música: Jay Livingston • letras: Ray Evans
  - "Endlessly" – Earl Carroll Vanities • música: Walter Kent • letras: Kim Gannon
  - "I Fall in Love Too Easily" – Anchors Aweigh • música: Jule Styne • letras: Sammy Cahn
  - "I'll Buy That Dream" – Sing Your Way Home • música: Allie Wrubel • letras: Herb Magidson
  - "Linda" – The Story of G.I. Joe • música e letras: Ann Ronell
  - "Love Letters" – Love Letters • música: Victor Young • letras: Edward Heyman
  - "More and More" – Can't Help Singing • música: Jerome Kern (indicação póstuma) • letras: Yip Harburg
  - "Sleighride in July" – Belle of the Yukon • música: Jimmy Van Heusen • letras: Johnny Burke
  - "So in Love" – Wonder Man • música: David Rose • letras: Leo Robin
  - "Some Sunday Morning" – San Antonio • música: Ray Heindorf e M. K. Jerome • letras: Ted Koehler
- 1947: "On the Atchison, Topeka and the Santa Fe" – The Harvey Girls • música: Harry Warren • letras: Johnny Mercer
  - "All Through the Day" – Centennial Summer • música: Jerome Kern (indicação póstuma) • letras: Oscar Hammerstein II
  - "I Can't Begin to Tell You" – The Dolly Sisters • música: James V. Monaco (indicação póstuma) • letras: Mack Gordon
  - "Ole Buttermilk Sky" – Canyon Passage • música: Hoagy Carmichael • letras: Jack Brooks
  - "You Keep Coming Back Like a Song" – Blue Skies • música e letras: Irving Berlin
- 1948: "Zip-a-Dee-Doo-Dah" – Song of the South • música: Allie Wrubel • letras: Ray Gilbert
  - "A Gal in Calico" – The Time, the Place and the Girl • música: Arthur Schwartz • letras: Leo Robin
  - "I Wish I Didn't Love You So" – The Perils of Pauline • música e letras: Frank Loesser
  - "Pass That Peace Pipe" – Good News • música e letras: Ralph Blane, Roger Edens e Hugh Martin
  - "You Do" – Mother Wore Tights • música: Josef Myrow • letras: Mack Gordon
- 1949: "Buttons and Bows" – The Paleface • música: Jay Livingston • letras: Ray Evans
  - "For Every Man There's a Woman" – Casbah • música: Harold Arlen • letras: Leo Robin
  - "It's Magic" – Romance on the High Seas • música: Jule Styne • letras: Sammy Cahn
  - "This Is the Moment" – That Lady in Ermine • música: Friedrich Hollaender • letras: Leo Robin
  - "The Woody Woodpecker Song" – Wet Blanket Policy • música e letras: Ramey Idriss e George Tibbles

### Década de 1950
- 1950: "Baby, It's Cold Outside" – Neptune's Daughter • música e letras: Frank Loesser
  - "It's a Great Feeling" – It's a Great Feeling • música: Jule Styne • letras: Sammy Cahn
  - "Lavender Blue" – So Dear to My Heart • música: Eliot Daniel • letras: Larry Morey
  - "My Foolish Heart" – My Foolish Heart • música: Victor Young • letras: Ned Washington
  - "Through a Long and Sleepless Night" – Come to the Stable • música: Alfred Newman • letras: Mack Gordon
- 1951: "Mona Lisa" – Captain Carey, U.S.A. • música e letras: Ray Evans e Jay Livingston
  - "Be My Love" – The Toast of New Orleans • música: Nicholas Brodzsky • letras: Sammy Cahn
  - "Bibbidi-Bobbidi-Boo" – Cinderella • música e letras: Mack David, Al Hoffman e Jerry Livingston
  - "Mule Train" – Singing Guns • música e letras: Fred Glickman, Hy Heath e Johnny Lange
  - "Wilhelmina" – Wabash Avenue • música: Josef Myrow • letras: Mack Gordon
- 1952: "In the Cool, Cool, Cool of the Evening" – Here Comes the Groom • música: Hoagy Carmichael • letras: Johnny Mercer
  - "Never" – Golden Girl • música: Lionel Newman • letras: Eliot Daniel
  - "Wonder Why" – Rich, Young and Pretty • música: Nicholas Brodzsky • letras: Sammy Cahn
  - "Too Late Now" – Royal Wedding • música: Burton Lane • letras: Alan Jay Lerner
  - "A Kiss to Build a Dream On" – The Strip • música e letras: Bert Kalmar (indicação póstuma), Oscar Hammerstein II e Harry Ruby
- 1953: "The Ballad of High Noon" – High Noon • música: Dimitri Tiomkin • letras: Ned Washington
  - "Am I in Love" – Son of Paleface • música e letras: Jack Brooks
  - "Because You're Mine" – Because You're Mine • música: Nicholas Brodzsky • letras: Sammy Cahn
  - "Thumbelina" – Hans Christian Andersen • música e letras: Frank Loesser
  - "Zing a Little Zong" – Just for You • música: Harry Warren • letras: Leo Robin
- 1954: "Secret Love" – Calamity Jane • música: Sammy Fain • letras: Paul Francis Webster
  - "The Moon Is Blue" – The Moon Is Blue • música: Herschel Burke Gilbert • letras: Sylvia Fine
  - "My Flaming Heart" – Small Town Girl • música: Nicholas Brodzsky • letras: Leo Robin
  - "Sadie Thompson's Song (Blue Pacific Blues)" – Miss Sadie Thompson • música: Lester Lee • letras: Ned Washington
  - "That's Amore" – The Caddy • música: Harry Warren • letras: Jack Brooks
- 1955: "Three Coins in the Fountain" – Three Coins in the Fountain • música: Jule Styne • letras: Sammy Cahn
  - "Count Your Blessings (Instead of Sheep)" – White Christmas • música e letras: Irving Berlin
  - "The High and the Mighty" – The High and the Mighty • música: Dimitri Tiomkin • letras: Ned Washington
  - "Hold My Hand" – Susan Slept Here • música e letras: Jack Lawrence e Richard Myers
  - "The Man That Got Away" – A Star Is Born • música: Harold Arlen • letras: Ira Gershwin
- 1956: "Love Is a Many-Splendored Thing" – Love Is a Many-Splendored Thing • música: Sammy Fain • letras: Paul Francis Webster
  - "I'll Never Stop Loving You" – Love Me or Leave Me • música: Nicholas Brodzsky • letras: Sammy Cahn
  - "Something's Gotta Give" – Daddy Long Legs • música e letras: Johnny Mercer
  - "(Love Is) The Tender Trap" – The Tender Trap • música: Jimmy Van Heusen • letras: Sammy Cahn
  - "Unchained Melody" – Unchained • música: Alex North • letras: Hy Zaret
- 1957: "Que Sera, Sera (Whatever Will Be, Will Be)" – The Man Who Knew Too Much • música e letras: Ray Evans e Jay Livingston
  - "Friendly Persuasion" – Friendly Persuasion • música: Dimitri Tiomkin • letras: Paul Francis Webster
  - "Julie" – Julie • música: Leith Stevens • letras: Tom Adair
  - "True Love" – High Society • música e letras: Cole Porter
  - "Written on the Wind" – Written on the Wind • música: Victor Young (indicação póstuma) • letras: Sammy Cahn
- 1958: "All the Way" – The Joker Is Wild • música: Jimmy Van Heusen • letras: Sammy Cahn
  - "An Affair to Remember" – An Affair to Remember • música: Harry Warren • letras: Harold Adamson e Leo McCarey
  - "April Love" – April Love • música: Sammy Fain • letras: Paul Francis Webster
  - "Tammy" – Tammy and the Bachelor • música e letras: Ray Evans e Jay Livingston
  - "Wild Is the Wind" – Wild Is the Wind • música: Dimitri Tiomkin • letras: Ned Washington
- 1959: "Gigi" – Gigi • música: Frederick Loewe • letras: Alan Jay Lerner
  - "Almost in Your Arms (Love Song from Houseboat)" – Houseboat • música e letra: Ray Evans e Jay Livingston
  - "A Certain Smile" – A Certain Smile • música: Sammy Fain • letra: Paul Francis Webster
  - "To Love and Be Loved" – Some Came Running • música: Jimmy Van Heusen • letra: Sammy Cahn
  - "A Very Precious Love" – Marjorie Morningstar • música: Sammy Fain • letra: Paul Francis Webster

### Década de 1960
- 1960: "High Hopes" – A Hole in the Head • música: Jimmy Van Heusen • letras: Sammy Cahn
  - "The Best of Everything" – The Best of Everything • música: Alfred Newman • letras: Sammy Cahn
  - "The Five Pennies" – The Five Pennies • música e letras: Sylvia Fine
  - "The Hanging Tree" – The Hanging Tree • música: Jerry Livingston • letras: Mack David
  - "Strange Are the Ways of Love" – The Young Land • música: Dimitri Tiomkin • letras: Ned Washington
- 1961: "Ta Paidia tou Piraia" – Pote Tin Kyriaki • música e letras: Manos Hadjidakis
  - "The Facts of Life" – The Facts of Life • música e letras: Johnny Mercer
  - "Faraway Part of Town" – Pepe • música: André Previn • letras: Dory Previn
  - "The Green Leaves of Summer" – The Alamo • música: Dimitri Tiomkin • letras: Paul Francis Webster
  - "The Second Time Around" – High Time • música: Jimmy Van Heusen • letras: Sammy Cahn
- 1962: "Moon River" – Breakfast at Tiffany's • música: Henry Mancini • letras: Johnny Mercer
  - "Bachelor in Paradise" – Bachelor in Paradise • música: Henry Mancini • letras: Mack David
  - "Love Theme from El Cid (The Falcon and The Dove)" – El Cid • música: Miklós Rózsa • letras: Paul Francis Webster
  - "Pocketful of Miracles" – Pocketful of Miracles • música: Jimmy Van Heusen • letras: Sammy Cahn
  - "Town Without Pity" – Town Without Pity • música: Dimitri Tiomkin • letras: Ned Washington
- 1963: "Days of Wine and Roses" – Days of Wine and Roses • música: Henry Mancini • letras: Johnny Mercer
  - "Love Song from Mutiny on the Bounty (Follow Me)" – Mutiny on the Bounty • música: Bronisław Kaper • letras: Paul Francis Webster
  - "Song from Two For The Seesaw (Second Chance)" – Two for the Seesaw • música: André Previn • letras: Dory Previn
  - "Tender Is the Night" – Tender Is the Night • música: Sammy Fain • letras: Paul Francis Webster
  - "Walk on the Wild Side" – Walk on the Wild Side • música: Elmer Bernstein • letras: Mack David
- 1964: "Call Me Irresponsible" – Papa's Delicate Condition • música: Jimmy Van Heusen • letras: Sammy Cahn
  - "Charade" – Charade • música: Henry Mancini • letras: Johnny Mercer
  - "It's a Mad, Mad, Mad, Mad World" – It's a Mad, Mad, Mad, Mad World • música: Ernest Gold • letras: Mack David
  - "More" – Mondo Cane • música: Riz Ortolani e Nino Oliviero • letras: Norman Newell
  - "So Little Time" – 55 Days at Peking • música: Dimitri Tiomkin • letras: Paul Francis Webster
- 1965: "Chim Chim Cher-ee" – Mary Poppins • música e letras: Richard M. Sherman e Robert B. Sherman
  - "Dear Heart" – Dear Heart • música: Henry Mancini • letras: Ray Evans e Jay Livingston
  - "Hush, Hush, Sweet Charlotte" – Hush... Hush, Sweet Charlotte • música: Frank De Vol • letras: Mack David
  - "My Kind of Town" – Robin and the 7 Hoods • música: Jimmy Van Heusen • letras: Sammy Cahn
  - "Where Love Has Gone" – Where Love Has Gone • música: Jimmy Van Heusen • letras: Sammy Cahn
- 1966: "The Shadow of Your Smile" – The Sandpiper • música: Johnny Mandel • letras: Paul Francis Webster
  - "The Ballad of Cat Ballou" – Cat Ballou • música: Jerry Livingston • letras: Mack David
  - "I Will Wait for You" – Les Parapluies de Cherbourg • música: Michel Legrand • letras: Jacques Demy • letras em inglês: Norman Gimbel
  - "The Sweetheart Tree" – The Great Race • música: Henry Mancini • letras: Johnny Mercer
  - "What's New Pussycat?" – What's New Pussycat? • música: Burt Bacharach • letras: Hal David
- 1967: "Born Free" – Born Free • música: John Barry • letras: Don Black
  - "Alfie" – Alfie • música: Burt Bacharach • letras: Hal David
  - "Georgy Girl" – Georgy Girl • música: Tom Springfield • letras: Jim Dale
  - "My Wishing Doll" – Hawaii • música: Elmer Bernstein • letras: Mack David
  - "A Time for Love" – An American Dream • música: Johnny Mandel • letras: Paul Francis Webster
- 1968: "Talk to the Animals" – Doctor Dolittle • música e letras: Leslie Bricusse
  - "The Bare Necessities" – The Jungle Book • música e letras: Terry Gilkyson
  - "The Eyes of Love" – Banning • música: Quincy Jones • letras: Bob Russell
  - "The Look of Love" – Casino Royale • música: Burt Bacharach • letras: Hal David
  - "Thoroughly Modern Millie" – Thoroughly Modern Millie • música e letras: Jimmy Van Heusen e Sammy Cahn
- 1969: "The Windmills of Your Mind" – The Thomas Crown Affair • música: Michel Legrand • letras: Alan Bergman e Marilyn Bergman
  - "Chitty Chitty Bang Bang" – Chitty Chitty Bang Bang • música e letras: Richard M. Sherman e Robert B. Sherman
  - "For Love of Ivy" – For Love of Ivy • música: Quincy Jones • letras: Bob Russell
  - "Funny Girl" – Funny Girl • música: Jule Styne • letras: Bob Merrill
  - "Star!" – Star! • música: Jimmy Van Heusen • letras: Sammy Cahn

### Década de 1970
- 1970: "Raindrops Keep Fallin' on My Head" – Butch Cassidy and the Sundance Kid • música: Burt Bacharach • letras: Hal David
  - "Come Saturday Morning" – The Sterile Cuckoo • música: Fred Karlin • letras: Dory Previn
  - "Jean" – The Prime of Miss Jean Brodie • música e letras: Rod McKuen
  - "True Grit" – True Grit • música: Elmer Bernstein • letras: Don Black
  - "What Are You Doing the Rest of Your Life?" – The Happy Ending • música: Michel Legrand • letras: Alan Bergman e Marilyn Bergman
- 1971: "For All We Know" – Lovers and Other Strangers • música: Fred Karlin • letras: Jimmy Griffin e Robb Royer
  - "Whistling Away the Dark" – Darling Lili • música: Henry Mancini • letras: Johnny Mercer
  - "Till Love Touches Your Life" – Madron • música: Riz Ortolani • letras: Arthur Hamilton
  - "Pieces of Dreams" – Pieces of Dreams • música: Michel Legrand • letras: Alan Bergman e Marilyn Bergman
  - "Thank You Very Much" – Scrooge • música e letras: Leslie Bricusse
- 1972: "Theme from Shaft" – Shaft • música e letras: Isaac Hayes
  - "The Age of Not Believing" – Bedknobs and Broomsticks • música e letras: Richard M. Sherman e Robert B. Sherman
  - "Bless the Beasts and Children" – Bless the Beasts and Children • música e letras: Barry De Vorzon e Perry Botkin, Jr.
  - "Life Is What You Make It" – Kotch • música: Marvin Hamlisch • letras: Johnny Mercer
  - "All His Children" – Sometimes a Great Notion • música: Henry Mancini • letras: Alan Bergman e Marilyn Bergman
- 1973: "The Morning After" – The Poseidon Adventure • música e letras: Joel Hirschhorn e Al Kasha
  - "Ben" – Ben • música: Walter Scharf • letras: Don Black
  - "Marmalade, Molasses & Honey" – The Life and Times of Judge Roy Bean • música: Maurice Jarre • letras: Alan Bergman e Marilyn Bergman
  - "Come Follow, Follow Me" – The Little Ark • música: Fred Karlin • letras: Marsha Karlin
  - "Strange Are the Ways of Love" – The Stepmother • música: Sammy Fain • letras: Paul Francis Webster
- 1974: "The Way We Were" – The Way We Were • música: Marvin Hamlisch • letras: Alan Bergman e Marilyn Bergman
  - "Nice to Be Around" – Cinderella Liberty • música: John Williams • letras: Paul Williams
  - "Live and Let Die" – Live and Let Die • música: Paul McCartney • letras: Paul McCartney e Linda McCartney
  - "Love" – Robin Hood • música: George Bruns • letras: Floyd Huddleston
  - "All That Love Went To Waste" – A Touch of Class • música: George Barrie • letras: Sammy Cahn
- 1975: "We May Never Love Like This Again" – The Towering Inferno • música e letras: Joel Hirschhorn e Al Kasha
  - "Benji's Theme (I Feel Love)" – Benji • música: Euel Box • letras: Betty Box
  - "Blazing Saddles" – Blazing Saddles • música: John Morris • letras: Mel Brooks
  - "Wherever Love Takes Me" – Gold • música: Elmer Bernstein • letras: Don Black
  - "Little Prince" – The Little Prince • música: Frederick Loewe • letras: Alan Jay Lerner
- 1976: "I'm Easy" – Nashville • música e letras: Keith Carradine
  - "How Lucky Can You Get" – Funny Lady • música e letras: Fred Ebb e John Kander
  - "Theme from Mahogany (Do You Know Where You're Going To)" – Mahogany • música: Michael Masser • letras: Gerry Goffin
  - "Richard's Window" – The Other Side of the Mountain • música: Charles Fox • letras: Norman Gimbel
  - "Now That We're in Love" – Whiffs • música: George Barrie • letras: Sammy Cahn
- 1977: "Evergreen (Love Theme from A Star Is Born)" – A Star Is Born • música: Barbra Streisand • letras: Paul Williams
  - "A World That Never Was" – Half a House • música: Sammy Fain • letras: Paul Francis Webster
  - "Ave Satani" – The Omen • música e letras: Jerry Goldsmith
  - "Come to Me" – The Pink Panther Strikes Again • música: Henry Mancini • letras: Don Black
  - "Gonna Fly Now" – Rocky • música: Bill Conti • letras: Carol Connors e Ayn Robbins
- 1978: "You Light Up My Life" – You Light Up My Life • música e letras: Joseph Brooks
  - "Candle on the Water" – Pete's Dragon • música e letras: Joel Hirschhorn e Al Kasha
  - "Someone's Waiting for You" – The Rescuers • música: Sammy Fain • letras: Carol Connors e Ayn Robbins
  - "He Danced With Me/She Danced With Me" – The Slipper and the Rose • música e letras: Richard M. Sherman e Robert B. Sherman
  - "Nobody Does It Better" – The Spy Who Loved Me • música: Marvin Hamlisch • letras: Carole Bayer Sager
- 1979: "Last Dance" – Thank God It's Friday • música e letras: Paul Jabara
  - "Ready To Take a Chance Again" – Foul Play • música: Charles Fox • letras: Norman Gimbel
  - "Hopelessly Devoted to You" – Grease • música e letras: John Farrar
  - "When You're Loved" – The Magic of Lassie • música e letras: Richard M. Sherman e Robert B. Sherman
  - "The Last Time I Felt Like This" – Same Time, Next Year • música: Marvin Hamlisch • letras: Alan Bergman e Marilyn Bergman

### Década de 1980
- 1980: "It Goes Like It Goes" – Norma Rae • música: David Shire • letras: Norman Gimbel
  - "Through the Eyes of Love" – Ice Castles • música: Marvin Hamlisch • letras: Carole Bayer Sager
  - "Rainbow Connection" – The Muppet Movie • música e letras: Kenneth Ascher e Paul Williams
  - "I'll Never Say Goodbye" – The Promise • música: David Shire • letras: Alan Bergman e Marilyn Bergman
  - "It's Easy To Say" – 10 • música: Henry Mancini • letras: Robert Wells
- 1981: "Fame" – Fame • música: Michael Gore • letras: Dean Pitchford
  - "People Alone" – The Competition • música: Lalo Schifrin • letras: Will Jennings
  - "Out Here On My Own" – Fame • música: Michael Gore • letras: Lesley Gore
  - "On the Road Again" – Honeysuckle Rose • música e letras: Willie Nelson
  - "9 to 5" – 9 to 5 • música e letras: Dolly Parton
- 1982: "Arthur's Theme (Best That You Can Do) – Arthur • música e letras: Peter Allen, Burt Bacharach, Carole Bayer Sager e Christopher Cross
  - "Endless Love" – Endless Love • música e letras: Lionel Richie
  - "For Your Eyes Only" – For Your Eyes Only • música: Bill Conti • letras: Mick Leeson
  - "The First Time It Happens" – The Great Muppet Caper • música e letras: Joe Raposo
  - "One More Hour" – Ragtime • música e letras: Randy Newman
- 1983: "Up Where We Belong" – An Officer and a Gentleman • música: Jack Nitzsche e Buffy Sainte-Marie • letras: Will Jennings
  - "How Do You Keep the Music Playing?" – Best Friends • música: Michel Legrand • letras: Alan Bergman e Marilyn Bergman
  - "Eye of the Tiger" – Rocky III • música e letras: Jim Peterik e Frankie Sullivan
  - "It Might Be You" – Tootsie • música: Dave Grusin • letras: Alan Bergman e Marilyn Bergman
  - "If We Were In Love" – Yes, Giorgio • música: John Williams • letras: Alan Bergman e Marilyn Bergman
- 1984: "Flashdance... What a Feeling" – Flashdance • música: Giorgio Moroder • letras: Irene Cara e Keith Forsey
  - "Maniac" – Flashdance • música e letras: Dennis Matkosky e Michael Sembello
  - "Over You" – Tender Mercies • música e letras: Bobby Hart e Austin Roberts
  - "Papa, Can You Hear Me?" – Yentl • música: Michel Legrand • letras: Alan Bergman e Marilyn Bergman
  - "The Way He Makes Me Feel" – Yentl • música: Michel Legrand • letras: Alan Bergman e Marilyn Bergman
- 1985: "I Just Called to Say I Love You" – The Woman in Red • música e letras: Stevie Wonder
  - "Against All Odds (Take a Look at Me Now)" – Against All Odds • música e letras: Phil Collins
  - "Footloose" – Footloose • música e letras: Kenny Loggins e Dean Pitchford
  - "Let's Hear It for the Boy" – Footloose • música e letras: Tom Snow e Dean Pitchford
  - "Ghostbusters" – Ghostbusters • música e letras: Ray Parker, Jr.
- 1986: "Say You, Say Me" – White Nights • música e letras: Lionel Richie
  - "The Power of Love" – Back to the Future • música: Johnny Colla e Chris Hayes • letras: Huey Lewis
  - "Surprise Surprise" – A Chorus Line • música: Marvin Hamlisch • letras: Edward Kleban
  - "Miss Celie's Blues (Sister)" – The Color Purple • música: Quincy Jones e Rod Temperton • letras: Quincy Jones e Lionel Richie
  - "Separate Lives" – White Nights • música e letras: Stephen Bishop
- 1987: "Take My Breath Away" – Top Gun • música: Giorgio Moroder • letras: Tom Whitlock
  - "Somewhere Out There" – An American Tail • música: James Horner • letras: Cynthia Weil
  - "Glory of Love" – The Karate Kid, Part II • música: Peter Cetera e David Foster • letras: Peter Cetera e Diane Nini
  - "Mean Green Mother From Outer Space" – Little Shop of Horrors • música: Alan Menken • letras: Howard Ashman
  - "Life in a Looking Glass" – That's Life! • música: Henry Mancini • letras: Leslie Bricusse
- 1988: "(I've Had) The Time of My Life" – Dirty Dancing • música: John DeNicola, Donald Markowitz e Franke Previte • letras: Franke Previte
  - "Shakedown" – Beverly Hills Cop II • música: Harold Faltermeyer e Keith Forsey • letras: Harold Faltermeyer, Keith Forsey e Bob Seger
  - "Cry Freedom" – Cry Freedom • música e letras: George Fenton e Jonas Gwangwa
  - "Nothing's Gonna Stop Us Now" – Mannequin • música e letras: Albert Hammond e Diane Warren
  - "Storybook Love" – The Princess Bride • música e letras: Willy DeVille
- 1989: "Let the River Run" – Working Girl • música e letras: Carly Simon
  - "Calling You" – Bagdad Café • música e letras: Bob Telson
  - "Two Hearts" – Buster • música: Lamont Dozier • letras: Phil Collins

### Década de 1990
- 1990: "Under the Sea" – The Little Mermaid • música: Alan Menken • letras: Howard Ashman
  - "After All" – Chances Are • música: Tom Snow • letras: Dean Pitchford
  - "Kiss the Girl" – The Little Mermaid • música: Alan Menken • letras: Howard Ashman
  - "I Love To See You Smile" – Parenthood • música e letras: Randy Newman
  - "The Girl Who Used To Be Me" – Shirley Valentine • música: Marvin Hamlisch • letras: Alan Bergman e Marilyn Bergman
- 1991: "Sooner Or Later (I Always Get My Man)" – Dick Tracy • música e letras: Stephen Sondheim
  - "Promise Me You'll Remember" – The Godfather Part III • música: Carmine Coppola • letras: John Bettis
  - "Somewhere in My Memory" – Home Alone • música: John Williams • letras: Leslie Bricusse
  - "I'm Checkin' Out" – Postcards from the Edge • música e letras: Shel Silverstein
  - "Blaze of Glory" – Young Guns II • música e letras: Jon Bon Jovi
- 1992: "Beauty and the Beast" – Beauty and the Beast • música: Alan Menken • letras: Howard Ashman (prêmio póstumo)
  - "Be Our Guest" – Beauty and the Beast • música: Alan Menken • letras: Howard Ashman (indicação póstuma)
  - "Belle" – Beauty and the Beast • música: Alan Menken • letras: Howard Ashman (indicação póstuma)
  - "When You're Alone" – Hook • música: John Williams • letras: Leslie Bricusse
  - "(Everything I Do) I Do It for You" – Robin Hood: Prince of Thieves • música: Michael Kamen • letras: Bryan Adams e Robert Lange
- 1993: "A Whole New World" – Aladdin • música: Alan Menken • letras: Tim Rice
  - "Friend Like Me" – Aladdin • música: Alan Menken • letras: Howard Ashman (indicação póstuma)
  - "I Have Nothing" – The Bodyguard • música: David Foster • letras: Linda Thompson
  - "Run to You" – The Bodyguard • música: Jud Friedman • letras: Allan Rich
  - "Beautiful Maria of My Soul" – The Mambo Kings • música: Robert Kraft • letras: Arne Glimcher
- 1994: "Streets of Philadelphia" – Philadelphia • música e letras: Bruce Sprigsteen
  - "The Day I Fall in Love" – Beethoven's 2nd • música e letras: Carole Bayer Sager, James Ingram e Cliff Magness
  - "Philadelphia" – Philadelphia • música e letras: Neil Young
  - "Again" – Poetic Justice • música e letras: Janet Jackson, Jimmy Jam e Terry Lewis
  - "A Wink and a Smile" – Sleepless in Seattle • música: Marc Shaiman • letras: Ramsey McLean
- 1995: "Can You Feel the Love Tonight" – The Lion King • música: Elton John • letras: Tim Rice
  - "Look What Love Has Done" – Junior • música e letras: Carole Bayer Sager, James Newton Howard, James Ingram e Patty Smyth
  - "Circle of Life" – The Lion King • música: Elton John • letras: Tim Rice
  - "Hakuna Matata" – The Lion King • música: Elton John • letras: Tim Rice
  - "Make Up Your Mind" – The Paper • música e letras: Randy Newman
- 1996: "Colors of the Wind" – Pocahontas • música: Alan Menken • letras: Stephen Schwartz
  - "Dead Man Walking" – Dead Man Walking • música e letras: Bruce Springsteen
  - "Have You Ever Really Loved a Woman?" – Don Juan DeMarco • música: Michael Kamen • letras: Bryan Adams e Robert Lange
  - "Moonlight" – Sabrina • música: John Williams • letras: Alan Bergman e Marilyn Bergman
  - "You've Got a Friend in Me" – Toy Story • música e letras: Randy Newman
- 1997: "You Must Love Me" – Evita • música: Andrew Lloyd Webber • letras: Tim Rice
  - "I Finally Found Someone" – The Mirror Has Two Faces • música e letras: Bryan Adams, Marvin Hamlisch, Robert Lange e Barbra Streisand
  - "For the First Time" – One Fine Day • música e letras: Jud Friedman, James Newton Howard e Allan Dennis Rich
  - "That Thing You Do" – That Thing You Do! • música e letras: Adam Schlesinger
  - "Because You Loved Me" – Up Close & Personal • música e letras: Diane Warren
- 1998: "My Heart Will Go On" – Titanic • música: James Horner • letras: Will Jennings
  - "Journey to the Past" – Anastasia • música: Stephen Flaherty • letras: Lynn Ahrens
  - "How Do I Live" – Con Air • música e letras: Diane Warren
  - "Miss Misery" – Good Will Hunting • música e letras: Elliott Smith
  - "Go the Distance" – Hercules • música: Alan Menken • letras: David Zippel
- '1999: "When You Believe" – The Prince of Egypt • música e letras: Mariah Carey e Stephen Schwartz
  - "I Don't Want to Miss a Thing" – Armageddon • música e letras: Diane Warren
  - "That'll Do" – Babe: Pig in the City • música e letras: Randy Newman
  - "A Soft Place to Fall" – The Horse Whisperer • música e letras: Allison Moorer e Gwil Owen
  - "The Prayer" – Quest for Camelot • música: Carole Bayer Sager e David Foster • letras: Carole Bayer Sager, David Foster, Tony Renis e Alberto Testa

### Década de 2000
- 2000: "You'll Be in My Heart" – Tarzan • música e letras: Phil Collins
  - "Save Me" – Magnolia • música e letras: Aimee Mann
  - "Music of My Heart" – Music of the Heart • música e letras: Diane Warren
  - "Blame Canada" – South Park: Bigger, Longer & Uncut • música e letras: Trey Parker e Marc Shaiman
  - "When She Loved Me" – Toy Story 2 • música e letras: Randy Newman
- 2001: "Things Have Changed" – Wonder Boys • música e letras: Bob Dylan
  - "I've Seen It All" – Dancer in the Dark • música: Björk • letras: Lars von Trier e Sigurjón Birgir Sigurðsson
  - "My Funny Friend and Me" – The Emperor's New Groove • música: Sting e David Hartley • letras: Sting
  - "A Fool in Love" – Meet the Parents • música e letras: Randy Newman
  - "A Love Before Time" – Wòhǔ Cánglóng • música: Jorge Calandrelli e Tan Dun • letras: James Schamus
- 2002: "If I Didn't Have You" – Monsters, Inc. • música e letras: Randy Newman
  - "Until..." – Kate & Leopold • música e letras: Sting
  - "May It Be" – The Lord of the Rings: The Fellowship of the Ring • música e letras: Enya, Nicky Ryan e Roma Ryan
  - "There You'll Be" – Pearl Harbor • música e letras: Diane Warren
  - "Vanilla Sky" – Vanilla Sky • música e letras: Paul McCartney
- 2003: "Lose Yourself" – 8 Mile • música: Eminem, Jeff Bass e Luis Resto • letras: Eminem
  - "I Move On" – Chicago • música: John Kander • letras: Fred Ebb
  - "Burn It Blue" – Frida • música: Elliot Goldenthal • letras: Julie Taymor
  - "The Hands That Built America" – Gangs of New York • música e letras: Bono, The Edge, Adam Clayton e Larry Mullen, Jr. (U2)
  - "Father and Daughter" – The Wild Thornberrys Movie • música e letras: Paul Simon
- 2004: "Into the West" – The Lord of the Rings: The Return of the King • música e letras: Annie Lennox, Howard Shore e Fran Walsh
  - "The Scarlet Tide" – Cold Mountain • música e letras: T-Bone Burnett e Elvis Costello
  - "You Will Be My Ain True Love" – Cold Mountain • música e letras: Sting
  - "A Kiss at the End of the Rainbow" – A Mighty Wind • música e letras: Michael McKean e Annette O'Toole
  - "Belleville Rendez-vous" – Les Triplettes de Belleville • música: Benoît Charest • letras: Sylvain Chomet
- 2005: "Al Otro Lado del Río" – Diarios de Motocicleta • música e letras: Jorge Drexler
  - "Vois Sur ton Chemin" – Les Choristes • música: Bruno Coulais • letras: Christophe Barratier
  - "Learn to Be Lonely" – The Phantom of the Opera • música: Andrew Lloyd Webber • letras: Charles Hart
  - "Believe" – The Polar Express • música e letras: Glen Ballard e Alan Silvestri
  - "Accidentally in Love" – Shrek 2 • música: Jim Borgios, David Bryson, Adam Duritz, David Immerglück e Matthew Malley • letras: Adam Duritz e Dan Vickrey (Counting Crows)
- 2006: "It's Hard out Here for a Pimp" – Hustle & Flow • música e letras: Juicy J, Frayser Boy e DJ Paul
  - "In the Deep" – Crash • música: Michael Becker e Kathleen York • letras: Kathleen York
  - "Travelin' Thru" – Transamerica • música e letras: Dolly Parton
- 2007: "I Need to Wake Up" – An Inconvenient Truth • música e letras: Melissa Etheridge
  - "Our Town" – Cars • música e letras: Randy Newman
  - "Listen" – Dreamgirls • música: Scott Cutler e Henry Krieger • letras: Anne Preven
  - "Love You I Do" – Dreamgirls • música: Henry Krieger • letras: Siedah Garrett
  - "Patience" – Dreamgirls • música: Henry Krieger • letras: Willie Reale
- 2008: "Falling Slowly" – Once • música e letras: Glen Hansard e Markéta Irglová
  - "Happy Working Song" – Enchanted • música: Alan Menken • letras: Stephen Schwartz
  - "So Close" – Enchanted • música: Alan Menken • letras: Stephen Schwartz
  - "That's How You Know" – Enchanted • música: Alan Menken • letras: Stephen Schwartz
  - "Raise It Up" – August Rush • música e letras: Jamal Joseph, Charles Mack e Tevin Thomas
- 2009: "Jai Ho" – Slumdog Millionaire • música: A. R. Rahman • letras: Gulzar
  - "O...Saya" – Slumdog Millionaire • música e letras: A. R. Rahman e M.I.A.
  - "Down to Earth" – WALL·E • música: Peter Gabriel e Thomas Newman • letras: Peter Gabriel

### Década de 2010
- 2010: "The Weary Kind" – Crazy Heart • música e letras: Ryan Bingham e T-Bone Burnett
  - "Almost There" – The Princess and the Frog • música e letras: Randy Newman
  - "Down in New Orleans" – The Princess and the Frog • música e letras: Randy Newman
  - "Loin de Paname" – Faubourg 36 • música: Reinhardt Wagner • letras: Frank Thomas
  - "Take It All" – Nine • música e letras: Maury Yeston
- 2011: "We Belong Together" – Toy Story 3 • música e letras: Randy Newman
  - "I See the Light" – Tangled • música: Alan Menken • letras: Glenn Slater
  - "Coming Home" – Country Strong • música e letras: Tom Douglas, Hillary Lindsey e Troy Verges
  - "If I Rise" – 127 Hours • música: A. R. Rahman • letras: Dido e Rollo Armstrong
- 2012: "Man or Muppet" – The Muppets • música e letras: Bret McKenzie
  - "Real in Rio" – Rio • música: Carlinhos Brown e Sérgio Mendes • letras: Siedah Garrett
- 2013: "Skyfall" – Skyfall • música e letras: Adele e Paul Epworth
  - "Before My Time" – Chasing Ice • música e letras: J. Ralph
  - "Everybody Needs a Best Friend" – Ted • música: Walter Murphy • letras: Seth MacFarlane
  - "Pi's Lullaby" – Life of Pi • música: Mychael Danna • letras: Bombay Jayashri
  - "Suddenly" – Les Misérables • música: Claude-Michel Schönberg • letras: Alain Boublil e Herbert Kretzmer
- 2014: "Let It Go" – Frozen • música e letras: Kristen Anderson-Lopez e Robert Lopez
  - "Happy" – Despicable Me 2 • música e letras: Pharrell Williams
  - "The Moon Song" – Her • música: Karen O • letras: Karen O e Spike Jonze
  - "Ordinary Love" – Mandela: Long Walk to Freedom • música: Bono, The Edge, Adam Clayton e Larry Mullen, Jr. (U2) • letras: Bono
  - "Alone, Yet Not Alone" – Alone Yet Not Alone • música: Bruce Broughton • letras: Dennis Spiegel (desqualificada)[2]
- 2015: "Glory" – Selma • música e letras: Common e John Legend
  - "Everything Is AWESOME!!!" – The LEGO Movie • música e letras: Shawn Patterson
  - "Grateful" – Beyond the Lights • música e letras: Diane Warren
  - "I'm Not Gonna Miss You" – Glen Campbell: I'll Be Me • música e letras: Glen Campbell e Julian Raymond
  - "Lost Stars" – Begin Again • música e letras: Gregg Alexander e Danielle Brisebois
- 2016: "Writing's on the Wall" – Spectre • música e letras: Jimmy Napes e Sam Smith
  - "Earned It" — Fifty Shades of Grey • música e letras: The Weeknd, Belly, Jason Quenneville e Stephan Moccio
  - "Manta Ray" – Racing Extinction • música: J. Ralph • letras: Antony Hegarty
  - "Simple Song#3" – Youth • música e letras: David Lang
  - "Til It Happens to You" – The Hunting Ground • música e letras: Lady Gaga e Diane Warren
- 2017: "City of Stars" – La La Land • música: Justin Hurwitz • letras: Justin Hurwitz, Benj Pasek e Justin Paul
  - "Audition (The Fools Who Dream)" — La La Land  • música: Justin Hurwitz • letras: Justin Hurwitz, Benj Pasek e Justin Paul
  - "Can't Stop the Feeling" – Trolls • música e letras:Justin Timberlake, Max Martin e Shellback
  - "How Far I'll Go" – Moana • música e letras: Lin-Manuel Miranda
  - "The Empty Chair" – Jim: The James Foley Story • música e letras: J. Ralph e Sting
- 2018: "Remember Me" – Coco • música e letras: Kristen Anderson-Lopez e Robert Lopez 
  - "This is Me" — The Greatest Showman  • música e letras: Benj Pasek e Justin Paul
  - "Mystery of Love" – Call Me by Your Name • música e letras: Sufjan Stevens
  - "Stand Up for Something" – Marshall • música: Diane Warren • letras: Common e Diane Warren
  - "Mighty River" – Mudbound • música e letras: Mary J. Blige, Raphael Saadiq e Taura Stinson
- 2019: "Shallow" –  A Star Is Born  • música e letras: Lady Gaga, Mark Ronson, Anthony Rossomando e Andrew Wyatt
  - "All the Stars" — Black Panther • música e letras: Kendrick Lamar, SZA, Sounwave e Al Shux
  - "The Place Where Lost Things Go" —  Mary Poppins Returns • música e letras: Marc Shaiman
  - "I'll Fight" —  RBG • música e letras: Diane Warren
  - "When a Cowboy Trades His Spurs for Wings" —  The Ballad of Buster Scruggs • música e letras: David Rawlings e Gillian Welch

### Década de 2020
- 2020: "(I'm Gonna) Love Me Again" – Rocketman • música: Elton John • letras: Bernie Taupin[3]
  - "Into the Unknow" – Frozen 2 • música e letras: Kristen Anderson-Lopez e Robert Lopez
  - "Stand Up" – Harriet • música e letras: Cynthia Erivo e Joshuah Brian Campbell
  - "I Can't Let You Throw Yourself Away" – Toy Story 4 • música: e letras: Randy Newman
  - "I'm Standing with You" – Breakthrough • música e letras: Diane Warren
- 2021: "Fight for You" – Judas and the Black Messiah • música: H.E.R. e D'Mile • letras: H.E.R. e Tiara Thomas[4]
  - "Io sì (Seen)" – La vita davanti a sé • música: Diane Warren • letras: Laura Pausini e Diane Warren
  - "Speak Now" – One Night in Miami... • música e letras: Sam Ashworth e Leslie Odom Jr.
  - "Hear My Voice" – The Trial of Chicago 7 • música: Daniel Pemberton • letras: Celeste e Daniel Pemberton
  - "Husavík" – Eurovision Song Contest: The Story of Fire Saga • música e letras: Rickard Göransson, Fat Max Gsus e Savan Kotecha
- 2022: "No Time to Die" – No Time to Die • música e letras: Billie Eilish e Finneas O'Connell[5]
  - "Be Alive" – King Richard • música e letras: Dixson e Beyoncé
  - "Dos Oruguitas" – Encanto • música e letras: Lin-Manuel Miranda
  - "Down to Joy" – Belfast • música: e letras: Van Morrison
  - "Somehow You Do" – Four Good Days • música e letras: Diane Warren
- 2023: "Naatu Naatu" - RRR, música e letras: M. M. Keeravaani; letra: Chandrabose[6]
  - "Applause" - Tell It Like a Woman, música e letra: Diane Warren
  - "Hold My Hand" - Top Gun: Maverick, música e letra: Lady Gaga e BloodPop
  - "Lift Me Up" - Black Panther: Wakanda Forever, música: Tems, Rihanna, Ryan Coogler e Ludwing Goransson; letra: Tems e Ryan Coogler
  - "This is a Live" - Everything Everywhere All at Once, música: Ryan Lott, David Byrne e Mitski; letra: Ryan Lott e David Byrne

- 2024: "What Was I Made For?" – Barbie • música e letras: Billie Eilish e Finneas O'Connell
  - "The Fire Inside" – Flamin' Hot • música e letras: Diane Warren
  - "I'm Just Ken" – Barbie • música e letras: Mark Ronson e Andrew Wyatt
  - "It Never Went Away" – American Symphony • música e letras: Jon Batiste e Dan Wilson
  - "Wahzhazhe (A Song For My People)" – Killers of The Flower Moon • música e letras: Scott George

- 2025: "El Mal" - Emilia Pérez • música: Clément Ducol e Camille; letras: Clément Ducol, Camille e Jacques Audiard
  - "The Journey" - The Six Triple Eight • música e letras: Diane Warren
  - "Like a Bird" - Sing Sing • música e letras: Abraham Alexander e Adrian Quesada
  - "Mi Camino" - Emilia Pérez • música e letras: Camille Dalmais e Clément Ducol
  - "Never Too Late" - Elton John: Never Too Late • música e letras: Elton John, Brandi Carlile, Andrew Watt e Bernie Taupin

## Mulheres vencedoras
- Dorothy Fields foi a primeira cancionista feminina a receber o Oscar de melhor canção original do filme de 1936. Ela escreveu a letra da música que ganhou o Oscar de melhor canção original, The Way you Look Tonight (música de Jerome Kern) cantada por Fred Astaire no filme Swing Time. Demorou mais 32 anos antes que uma segunda mulher fosse honrada novamente nesta categoria.
- Marilyn Bergman, co-escreveu junto a seu marido, Alan, a letra para "Windmills of Your Mind" (música de Michel Legrand) do filme The Thomas Crown Affair , em 1968.

Outras mulheres que ganharam desde então:
- Barbra Streisand ("Evergreen" de A Star Is Born) em 1977.
- Carole Bayer Sager ("Arthur's Theme (Best That You Can Do)" de Arthur) em 1982.
- Buffy Sainte-Marie ("Up Where We Belong" de An Officer and a Gentleman) em 1983.
- Irene Cara ("Flashdance... What a Feeling" de Flashdance) em 1984.
- Carly Simon ("Let the River Run" de Working Girl) em 1989.
- Annie Lennox ("Into the West" de The Lord of the Rings: The Return of the King) em 2004.
- Melissa Etheridge ("I Need to Wake Up" de An Inconvenient Truth) em 2007.
- Markéta Irglová ("Falling Slowly" de Once) em 2008.
- Adele ("Skyfall" de Skyfall) em 2013.
- Kristen Anderson-Lopez ("Let It Go" de Frozen) em 2014 e em 2018 ("Remember Me" de Coco).
- Lady Gaga ("Shallow" de A Star Is Born) em 2019.
- H.E.R. ("Fight For You" de Judas and the Black Messiah) em 2021.
- Billie Eilish ("No Time To Die" de No Time To Die) em 2022 e ("What Was I Made For?" de Barbie) em 2024.
- Camille ("El Mal" de Emilia Pérez) em 2025.

Em 1989, Carly Simon foi a primeira mulher trabalhando sozinha que vence este prêmio. Sua posição foi compartilhada quando Melissa Etheridge ganhou em 2007.
Lady Gaga, em 2019, tornou-se a primeira mulher a ser indicada, numa mesma premiação, a esta categoria e à categoria de Melhor Atriz, por seu papel como Ally em A Star Is Born.
Billie Eilish tornou-se a primeira pessoa nascida no século 21 a receber um Oscar com a canção No Time To Die e a pessoa mais jovem da história a receber dois Oscars após sua vitória com a canção What Was I Made For?

## Vencedores em outros idiomas
- Manos Hadjidakis foi o primeiro artista a receber um prêmio por uma canção que foi originalmente escrita numa língua estrangeira (outra que o Inglês), em 1960, pela canção Ta Paidia tou Piraia do filme grego Pote Tin Kyriaki.
- Jorge Drexler foi o segundo músico de idioma estrangeiro a ganhar o Oscar de melhor canção original por Al Otro Lado del Río do filme Diarios de Motocicleta em 2004.
- Clément Ducol, Camille e Jacques Audiard ganharam em 2025 por "El Mal", uma das canções em espanhol do musical Emilia Pérez.